# Bill Straub
Bill Straub (Filadelfia; 11 de agosto de 1951) es un exfutbolista estadounidense que jugó como defensa.

## Selección nacional
Jugó tres partidos con la selección de Estados Unidos en la Copa Ciudad de México 1975. Si bien fue titular y jugó cada minuto de los dos primeros juegos, en el tercero entró en lugar de Archie Roboostoff en el 87'.

## Clubes
| Club                 | País           | Año       |
| -------------------- | -------------- | --------- |
| Pennsylvania Quakers | Estados Unidos | 1970-1972 |
| Montreal Olympique   | Canadá         | 1973      |
| Philadelphia Atoms   | Estados Unidos | 1974-1976 |
| Philadelphia Fury    | Estados Unidos | 1978      |